# 德莱蒙 (北部省)
德莱蒙（法語：Deûlémont，法語發音：[dølemɔ̃]）是法国上法蘭西大區北部省的一个市镇，属于里尔区。

## 地理
德莱蒙（50°44'3"N, 2°56'54"E）面积9.94 平方千米，位于法国上法蘭西大區北部省，该省份为法国最北部的省份及最长的省份，西北濒北海，西接加来海峡省，南至埃纳省和索姆省，东与比利时接壤。
与德莱蒙接壤的市镇（或旧市镇、城区）包括：瓦尔讷通、科米讷、弗勒兰吉安、德勒河畔凯努瓦。
德莱蒙的时区为UTC+01:00、UTC+02:00（夏令时）。

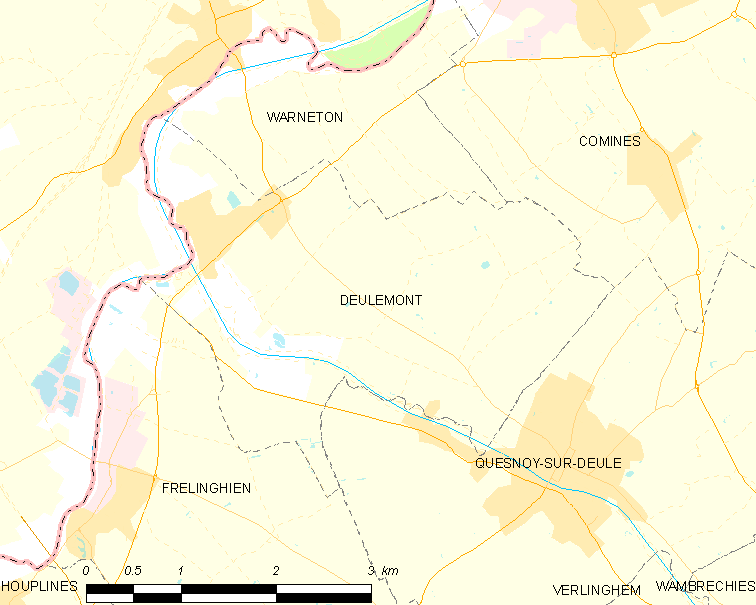
德莱蒙的OSM定位图

## 行政
德莱蒙的邮政编码为59890，INSEE市镇编码为59173。

## 政治
德莱蒙所属的省级选区为阿尔芒蒂耶尔县。

## 人口

1962-2008年间德莱蒙人口变化图示

德莱蒙于2022年1月1日时的人口数量为1801人。